# 273836 Hoijyusek
273836 Hoijyusek este un asteroid din centura principală de asteroizi.

## Descriere
273836 Hoijyusek este un asteroid din centura principală de asteroizi. A fost descoperit pe 13 aprilie 2007 la Observatorul Lulin de Ye Quan-Zhi și Hong Qin Lin. Asteroidul prezintă o orbită caracterizată de o semiaxă mare de 3,09 ua, o excentricitate de 0,18 și o înclinație de 7,6° în raport cu ecliptica.